# ルンバ400シリーズ

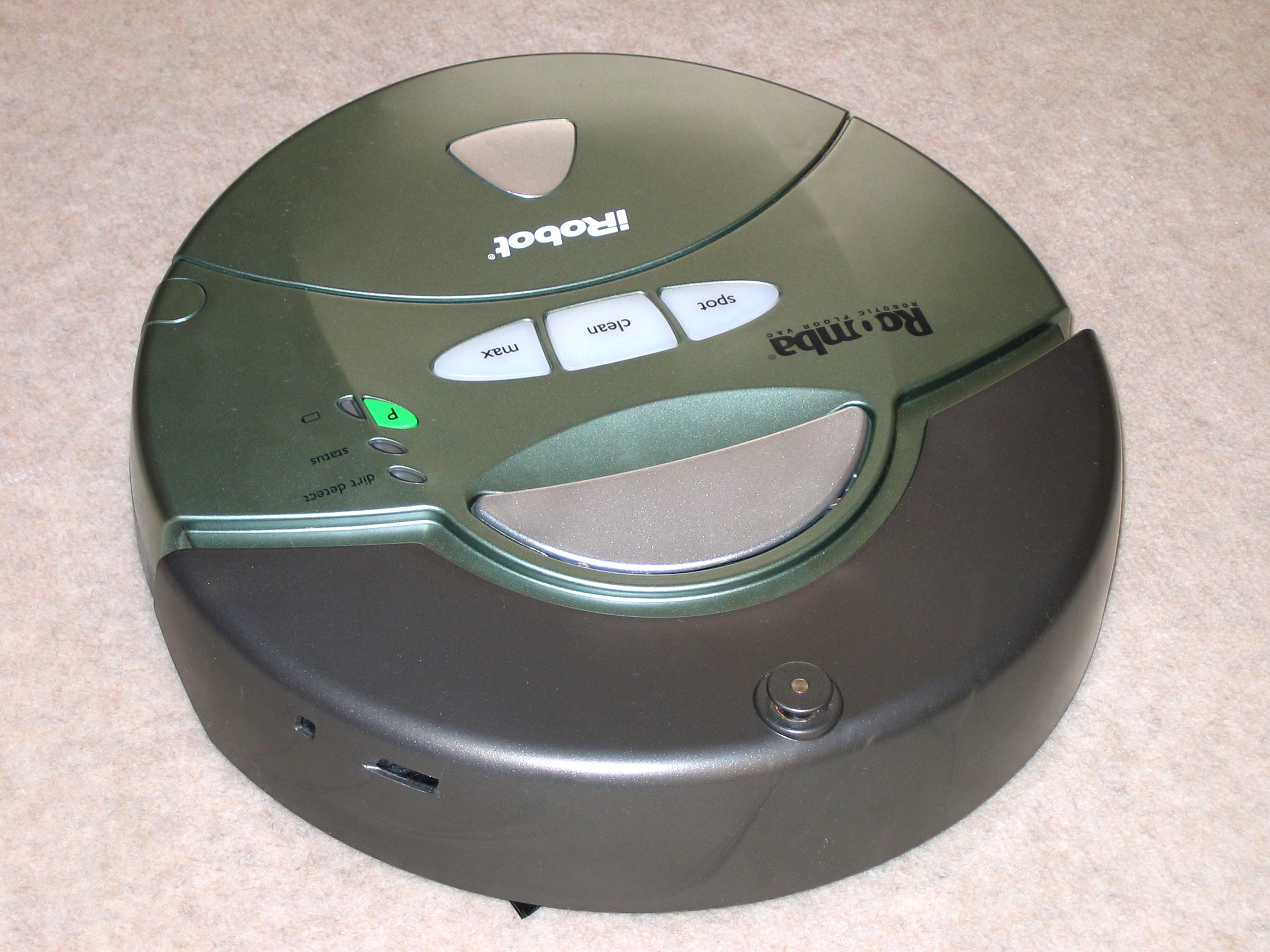
2005年後半に欧州連合域内で流通していたルンバ。

ルンバ400シリーズ（英語: Roomba 400 Series）は、アイロボット（英語: iRobot）が2004年7月12日に発表したロボット掃除機の製品群である。
発表から暫くはディスカバリー・シリーズ（英語: Discovery series）と呼ばれていたが、のちに400シリーズと改められた。自動帰投・自動充電を可能とするホームベース（英語: Home Base™）が利用でき、スケジュール機能が利用できる機種も販売されたことから、留守中でも指定した時刻に掃除を始め、終えればホームベースに帰投し再充電する「自働化」が完成した。そのほか、部屋の広さの自動検知や、特に汚れた場所を音響センサーで検知し繰り返し掃除するダートディテクト（英語: Dirt Detect™）モードが搭載された。

## 機種

### 北米地域販売機種
カナダでの販売開始は、2004年10月4日に発表された。
- iRobot® Roomba®[8], 4000[9] - 2004年7月12日発表[2]。のちにiRobot® Roomba® 400に改名[3][9]。
- iRobot® Roomba® 401 Robotic Vacuum Cleaner[10]
- iRobot® Roomba® 405 Robotic Vacuum Cleaner[11]
- iRobot® Roomba® Red Vacuuming Robot, 4100[12] - 2004年7月12日発表[1][2]。のちにiRobot® Roomba® 410 Robotic Vacuum Cleanerに改名[13]。
- iRobot® Roomba® Sage Vacuuming Robot, 4105[14] - のちにiRobot Roomba® 416 Vacuum Cleaning Robotに改名[15]。
- iRobot® Roomba® Sage Vacuuming Robot, 4110[16]
- iRobot® Roomba® Clean Blue Vacuuming Robot, 4130
- iRobot® Roomba® Clean Blue Vacuuming Robot with Intelli-Bin, 4130
- iRobot® Roomba® Silver Vacuuming Robot , 4150[17] - のちにiRobot® Roomba® 415 Vacuuming Robotに改名[17]。iRobot® Roomba® Sage Vacuuming Robotの色違い[3]。
- iRobot® Roomba® Sage for Pets, 4170[18]
- iRobot® Roomba® Pink Ribbon Edition Vacuuming Robot, 4188[19] - 2005年4月25日発表[20]。売り上げの20%がスーザン・G・コーメン乳がん財団（英語: Susan G. Komen Breast Cancer Foundation）に寄附された[20]。
- Remanufactured iRobot® Roomba® - Model 4199, 4199[21] - 初期不良修理品[22]。
- iRobot® Roomba® Discovery Vacuuming Robot[23], 4210[24] - 2004年7月12日発表[1][2]。
- iRobot® Roomba® Discovery SE Vacuuming Robot[25], 4220[26] - 2004年7月12日発表[2]。
- iRobot® Roomba® Scheduler Vacuuming Robot, 4225
- iRobot® Roomba® Scheduler Vacuuming Robot[27], 4230[28] - 2005年6月24日発表[5]。
- iRobot® Roomba® Scheduler Vacuuming Robot with Intelli-Bin™, 4260[29]
- iRobot® Roomba® Discovery for Pets, 4270[30]
- iRobot® Roomba® for Pets, 4275[31]
- iRobot® Roomba® Scheduler with Intelli-Bin™ for Pets, 4290[32]
- Reman Roomba White,Charc,Blue, 4296[33] - 初期不良修理品。
- Remanufactured iRobot Roomba Vacuum Cleaning Robot with Scheduler, Case/Color May Vary, 4296[34] - 初期不良修理品[34]。
- Remanufactured iRobot® Roomba® Discovery - Model 4299, 4299[35] - 初期不良修理品[36]。
- iRobot® Roomba® Red Vacuuming Robot, 4300[37] - のちにiRobot® Roomba® 410 Robotic Vacuum Cleanerに改名[38][13]
- iRobot Roomba® 435 Vacuuming Robot, 43501[39]
- iRobot Roomba® 440, 44002[40]

別売周辺機器
付属品の追加や機能追加のために周辺機器が別売された。
- Roomba® Standard Remote, 4908 - 遠隔操作機能が追加できる。
- Scheduler Remote, 5100 - 遠隔操作に加え、スケジュール機能が追加できる。
- Virtual Wall® Unit, 2003 - 不可視光線により最大8フィートの「見えない壁」で区域を作り出し、その区域内のみを掃除させることができる。
- Virtual Wall®, 4960 - Virtual Wall® Unit (2003)の代替品。
- Virtual Wall® Scheduler, 5103 - スケジュール機能に連動できるVirtual Wall® Unit。
- Self charging Home Base™, 4901 - 自動帰投・自動充電を可能とする充電関連機器。
- Home Base®, 4931 - Self charging Home Base™（4901）の代替品。
- Advanced Power System (APS) Fast Charger, 4902 - 急速充電器。
- Standard Battery Charger, 4903 - 標準充電器。
- Standard Battery - non APS, 4906 - 交換および予備用標準充電池。
- 1800 mAh NiCd Battery, 4978 - Standard Battery - non APS（4906）の代替品。
- Advanced Power System (APS) Battery, 4905 - 交換および予備用大容量充電池。
- Advanced Power System (APS) Battery, 17373 - Advanced Power System (APS) Battery（4905）の代替品。
- Standard Wall Mount, 4907 - ルンバを壁に掛け収納できる。
- Self-Charging Wall Mount, 4909 - ルンバを壁に掛け収納しつつ充電もできる。
- Upgrade Kit for Pet Hair Cleanup, 4922 - ペット対応製品と同等にする部品一式。
- OSMO Hacker 1, E128 (Blue), 4920 - Serial Command Interface (SCI）を更新する装置。
- OSMO Hacker 2, DG256 (Black), 4921 - Serial Command Interface (SCI）を更新する装置。

ビニール・スキン
Skinitはアイロボットと提携し、ルンバ400シリーズなどiRobot製品用のビニール・スキンを販売した。

### 日本国内販売機種
アイロボットの代理店であるセールス・オンデマンドか販売した。 セールス・オンデマンドはルンバ500シリーズと区別するため、当初は「自動掃除機ルンバシリーズ」、のちには「ディスカバリー/スケジューラーシリーズ」と呼称していた。
- 自動掃除機ルンバ（レッド）, 5115[67][68]
- 自動掃除機ルンバ（ピンクリボン）, 5189[69][68] - 自動掃除機ルンバ（スケジューラー）の色違い[69]。米国の例[70]に倣いピンクリボン運動の一環として、収益の一部が朝日新聞社らが主催する「ピンクリボンフェスティバル」に寄附された[69]。
- 自動掃除機ルンバ（ディスカバリー）, 5218[63][68]
- 自動掃除機ルンバ（スケジューラー）, 5510[64][68]

### 欧州地域販売機種
アイロボットの代理店であるベネルックス三井物産を経由し、各国の再販業者により販売された。
- Roomba[72][73]
- Roomba SE[72][74]

### 派生機種
- iRobot® Dirt Dog™ Workshop Robot, 1100[75] - 2006年9月13日発表[76]。住居より汚れている倉庫や作業場での利用に、ルンバをベースに集塵容器の拡大化や硬いブラシの採用で対応した[77]。
- iRobot® Create™ Programmable Robot, 4400[78] - 2007年1月8日発表[79]。ロボット開発に取り組む学生・研究者向けのプログラム可能ロボット[80]。